# Ісландія на літніх Олімпійських іграх 2020
Ісландія брала участь у літніх Олімпійських іграх 2020 року в Токіо.  Ігри мали відбутися з 24 липня по 9 серпня 2020 року, але були перенесені на 23 липня - 8 серпня 2021 року через пандемію COVID-19.
З моменту офіційного дебюту країни в 1912 році ісландські спортсмени брали участь у всіх літніх Олімпійських іграх, за винятком чотирьох випадків, які стались у результаті всесвітньої Великої депресії (1920-1932). Під час церемонії відкриття країни пройшли в порядку традиційних японських символів системи ґодзюон; тому Ісландія йшла третьою в параді країн після Греції, яка традиційно очолюває марш з 1928 року, та Олімпійської збірної біженців.

## Спортсмени
Нижче наведено список кількості учасників, які брали участь у Іграх:
| Вид спорту     | Чоловіки | Жінки | Усього |
| -------------- | -------- | ----- | ------ |
| Легка атлетика | 1        | 0     | 1      |
| Стрільба       | 1        | 0     | 1      |
| Плавання       | 1        | 1     | 2      |
| Усього         | 3        | 1     | 4      |

## Легка атлетика
Ісландія отримала універсальну квоту від IAAF для відправлення одного легкоатлета-чоловіка на Олімпійські ігри.
Легенда
- Note —  для трекових дисциплін місце вказане лише для забігу, в якому взяв участь спортсмен
- Q = Кваліфікований для наступного раунду
- q = Кваліфікований на наступний раунд за добором; для трекових дисциплін, хто був найшвидшим, але програв, для технічних дисциплін — за місцем без досягнення кваліфікаційної мети
- NR = Національний рекорд
- N/A (Не застосовується) = Раунд не застосовується до події
- Bye = Спортсмену не потрібно брати участь у раунді

Технічні дисципліни
| Спортсмен            | Дисципліна              | Кваліфікація | Кваліфікація | Фінал           | Фінал           |
| Спортсмен            | Дисципліна              | Відстань     | Місце        | Відстань        | Місце           |
| -------------------- | ----------------------- | ------------ | ------------ | --------------- | --------------- |
| Гудні Валур Гурнасон | Метання диска, чоловіки | NM           | —            | Завершив виступ | Завершив виступ |

## Стрільба
Ісландія отримала квоту від ISSF для Асгейра Сігургейрссона у стрільбі з пістолета серед чоловіків за умови здобуття ним мінімального кваліфікаційного балу (MQS).
| Спортсмен            | Дисципліна                           | Кваліфікація | Кваліфікація | Фінал           | Фінал           |
| Спортсмен            | Дисципліна                           | Результат    | Місце        | Результат       | Місце           |
| -------------------- | ------------------------------------ | ------------ | ------------ | --------------- | --------------- |
| Асгейр Сігургейрссон | Чоловіки, пневматичний пістолет 10 м | 570          | 28           | Завершив виступ | Завершив виступ |

## Плавання
Ісландські плавці досягли кваліфікаційних стандартів у трьох дисциплінах: 
| Спортсмен                | Дисципліна                    | Попередній заплив | Попередній заплив | Півфінал         | Півфінал         | Фінал            | Фінал            |
| Спортсмен                | Дисципліна                    | Час               | Місце             | Час              | Місце            | Час              | Місце            |
| ------------------------ | ----------------------------- | ----------------- | ----------------- | ---------------- | ---------------- | ---------------- | ---------------- |
| Антон Свейн Маккі        | Чоловіки, 200 м брасом        | 2:11.64           | 24                | Завершив виступ  | Завершив виступ  | Завершив виступ  | Завершив виступ  |
| Снефрідур Йоруннардоттір | Жінки на 100 м вільним стилем | 56.15             | 34                | Завершила виступ | Завершила виступ | Завершила виступ | Завершила виступ |
| Снефрідур Йоруннардоттір | Жінки, 200 м вільним стилем   | 2:00.20           | 22                | Завершила виступ | Завершила виступ | Завершила виступ | Завершила виступ |